# شريان بصلة دهليز المهبل
شريان بصلة دهليز مهبلي هو فرع من شريان فرجي غائر.